# Heterosalenia
Heterosalenia is een geslacht van uitgestorven zee-egels uit de familie Acrosaleniidae.

## Soorten
- Heterosalenia alloiteaui Zoeke, 1952 †
- Heterosalenia suatensis Weber, 1934 †